# Göran Strindberg
Göran Strindberg, född 15 januari 1917 i Hedvig Eleonora församling i Stockholm, död 13 mars 1991 i Ystad, var en svensk filmfotograf.

## Biografi
Strindberg arbetade som B-fotograf hos Europafilm 1937–1942, A-fotograf hos Sandrews 1942–1957 och som frilans 1957–1961. På 1950-talet var han främst aktiv i Tyskland där han gjorde ett tiotal filmer, bland annat Robert Siodmaks Råttorna. Han bytte därefter medium och arbetade för Sveriges Radio 1963–1964, var lärare vid Filmskolan 1964–1970 och kursledare vid Dramatiska Institutet 1970–1982. 
Strindberg är begravd på Skogskyrkogården i Stockholm. Han var son till skulptören Tore Strindberg, brorson till polarforskaren Nils Strindberg och medlem av släkten Strindberg.

## Filmfoto i urval
- 1943 – Örlogsmän
- 1943 – Ombyte av tåg
- 1943 – En melodi om våren
- 1943 – Frösöblomster
- 1943 – Jag dräpte
- 1943 – Kajan går till sjöss
- 1944 – Mitt folk är icke ditt
- 1944 – Lilla helgonet
- 1944 – Prins Gustaf
- 1945 – Rosen på Tistelön
- 1946 – Det regnar på vår kärlek
- 1946 – Ödemarksprästen
- 1946 – Begär
- 1947 – Maria
- 1947 – Sången om Stockholm
- 1948 – Musik i mörker
- 1949 – Smeder på luffen
- 1949 – Fängelse
- 1949 – Havets son
- 1950 – Den vita katten
- 1950 – Flicka och hyacinter
- 1950 – Loffe blir polis
- 1950 – Terras fönster nr 4
- 1951 – Guld i gröna skogar
- 1951 – Fröken Julie
- 1951 – Spöke på semester
- 1951 – Hon dansade en sommar
- 1953 – Dumbom
- 1954 – Gula divisionen
- 1955 – Sommarflickan
- 1955 – Älskling på vågen
- 1955 – Råttorna
- 1957 – Mamma tar semester
- 1958 – Kostervalsen

## Regi
- 1968 – Mujina

## Filmmanus
- 1970 – Inkräktaren